# Crangon affinis
Crangon affinis är en kräftdjursart som beskrevs av De Haan 1849. Crangon affinis ingår i släktet Crangon och familjen Crangonidae. Inga underarter finns listade i Catalogue of Life.